# Jonathan Elmer
Jonathan Elmer (ur. 29 listopada 1745, zm. 3 września 1817) – amerykański lekarz, wojskowy, prawnik i polityk.
W latach 1777–1778, 1781–1783 i 1787–1788 był członkiem Kongresu Kontynentalnego. W latach 1789–1791, podczas pierwszej kadencji Kongresu Stanów Zjednoczonych, reprezentował stan New Jersey w Senacie Stanów Zjednoczonych.